# Setosamon somchaii
Setosamon somchaii is een krabbensoort uit de familie van de Potamidae. De wetenschappelijke naam van de soort is voor het eerst geldig gepubliceerd in 1993 door Ng & Phaibul Naiyanetr.